# 組織名 (化学)
組織名（そしきめい、英: systematic name）、体系名、または系統名は、IUPAC命名規則で系統的・体系的に命名された化学物質の名称のことである。
通常、化学物質には歴史的に広く用いられている慣用名（trivial name, common name）があるが、その構造が名称から一義的にわかるようにしたものが組織名である
天然物の場合、分子量が大きく分子構造も複雑なため、おのずと組織名は長くなり、より簡便な慣用名が用いられることが多い。